# 三川町福祉乗合バス

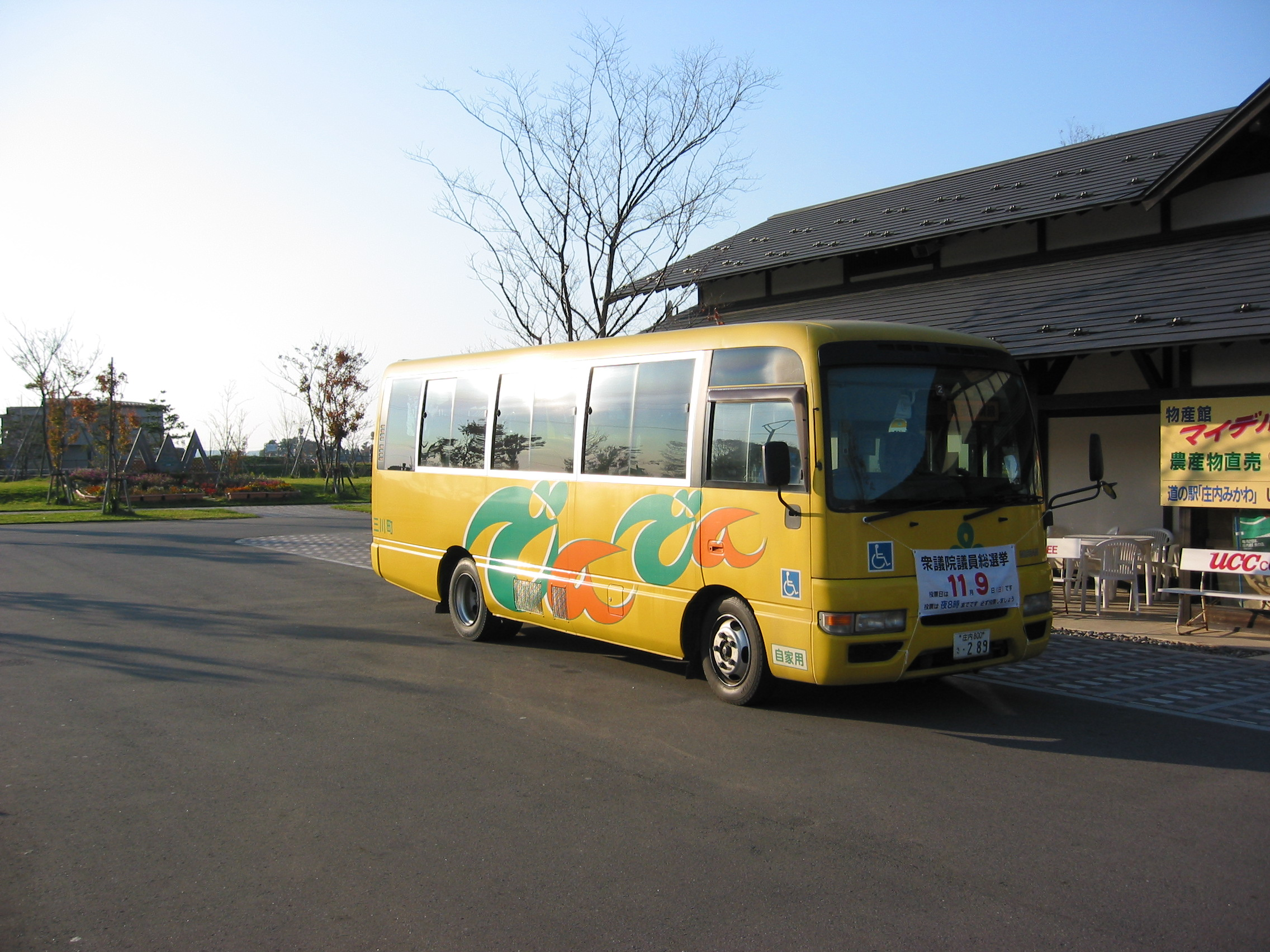
でんでん号

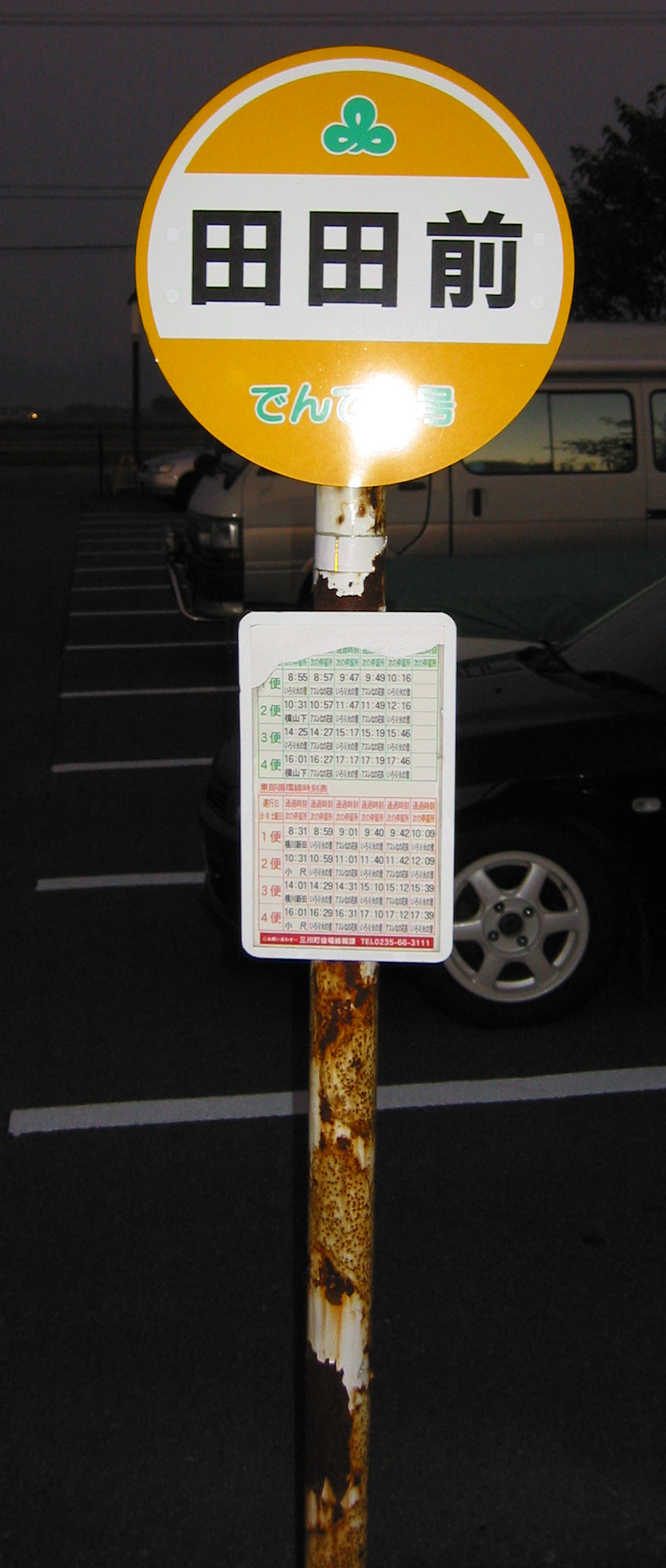
でんでん号のバス停

三川町福祉乗合バス（みかわまちふくしのりあいバス）は、山形県東田川郡三川町がかつて運行していた自治体バスである。愛称は「でんでん号」。
運行形態は、道路運送法80条の1項但し書きの規定（2006年法改正前）に基づく、自家用自動車（白ナンバー車）による有償運送であった。運転業務を庄内交通に委託していた。
町によるデマンドタクシー「三川町デマンドタクシー」の導入に伴い、廃止された。

## 概要
- 料金は乗車1回100円で、乳幼児は無料。
  - 回数券は11枚綴り1,000円のものがあった。販売箇所はバス車内及び町総務課、道の駅庄内みかわ内物産館「マイデル」であった。
- 日曜及び12月31日・1月1日は運休。

## 沿革
- 2000年3月1日 - 運行開始[1]。
- 2008年10月1日 - 「三川町デマンドタクシー」への移行に伴い、路線廃止[2]。

## 路線
以下2路線があった（2003年11月時点）。
東部循環線

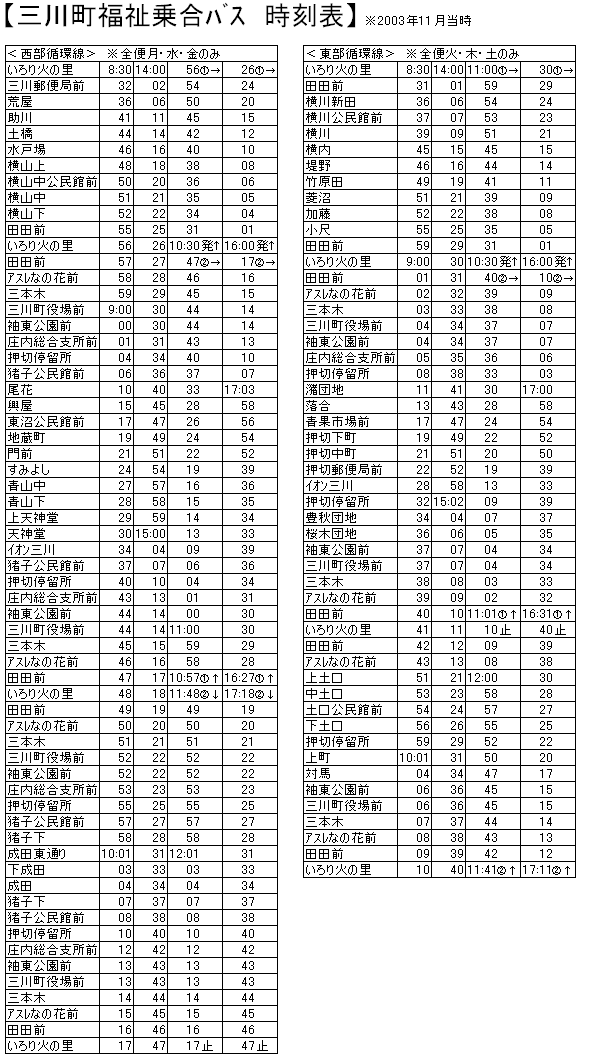
全線時刻表（2003年11月現在）

- いろり火の里 - 田田前 - 横川 - いろり火の里 - 落合 - いろり火の里 - 土口公民館前 - いろり火の里
  - 火曜・木曜・土曜のみ運行。

西部循環線
- いろり火の里 - 助川 - 田田前 - いろり火の里 - 門前 - いろり火の里 - 成田 - いろり火の里
  - 月曜・水曜・金曜のみ運行。

## 車両
- 日産・シビリアン1台が使用されていた。

## 参考資料
- 概要：庄内南部地区合併協議会 重要事務事業調整　説明資料012-44